# Stephostethus lardarius
Stephostethus lardarius är en skalbaggsart som först beskrevs av De Geer 1775.  Stephostethus lardarius ingår i släktet Stephostethus, och familjen mögelbaggar. Arten är reproducerande i Sverige.